# A Night at the Opera Tour

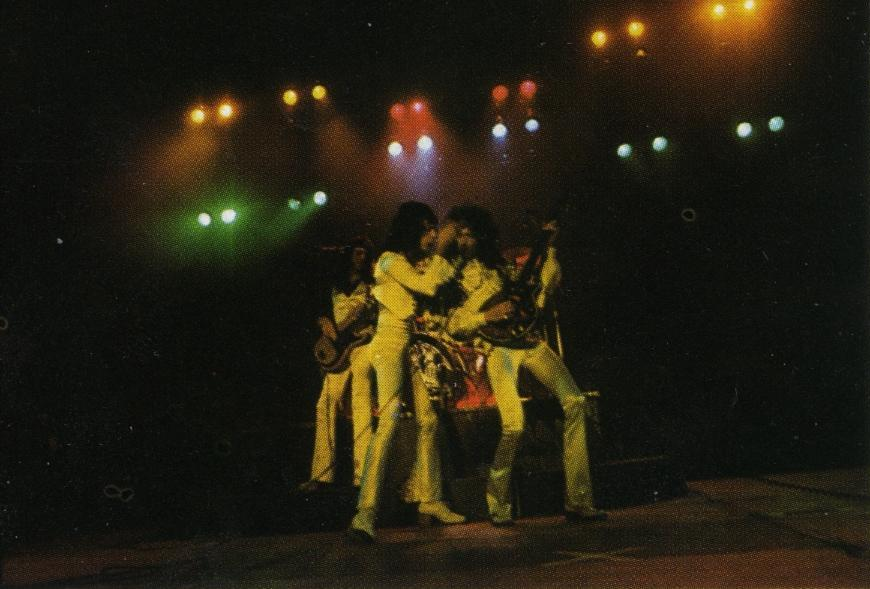
1976年3月22日の東京公演での写真

A Night at the Opera Tourは、イギリスのロックバンド、クイーンが1975年から1976年にかけてに行った、アルバム『オペラ座の夜』リリースに伴うコンサート・ツアー。
このツアーの1975年12月24日のロンドン、ハマースミス・オデオンで行われたライブの映像は『オデオン座の夜〜ハマースミス1975』としてリリースされている。

## セットリスト
これは1976年1月30日にアメリカ合衆国のボストンで行われたライブのセットリストであり、ツアー期間中の全てのセットリストを表すものではない。
1. ボヘミアン・ラプソディ (オペラ/ロックセクション)
2. オウガ・バトル
3. スウィート・レディ（英語版）
4. ホワイト・クイーン
5. フリック・オブ・ザ・リスト
6. ボヘミアン・ラプソディ
7. キラー・クイーン
8. マーチ・オブ・ザ・ブラック・クイーン
9. ボヘミアン・ラプソディ (リプライズ)
10. リロイ・ブラウン
11. ブライトン・ロック（英語版）
12. ギター・ソロ
13. サン・アンド・ドーター
14. 預言者の唄
15. ストーン・コールド・クレイジー（英語版）
16. うつろな日曜日
17. 炎のロックンロール
18. 輝ける7つの海
19. ライアー
20. 神々の業 (リヴィジテッド)
アンコール
21. ナウ・アイム・ヒア
22. ビッグ・スペンダー（英語版）
23. 監獄ロック
24. ゴッド・セイヴ・ザ・クイーン

## ツアー日程
| 日付           | 都市                 | 国             | 会場                                                     |
| ヨーロッパ     | ヨーロッパ           | ヨーロッパ     | ヨーロッパ                                               |
| -------------- | -------------------- | -------------- | -------------------------------------------------------- |
| 1975年11月14日 | リヴァプール         | イングランド   | リヴァプール・エンパイア・シアター                       |
| 1975年11月15日 | リヴァプール         | イングランド   | リヴァプール・エンパイア・シアター                       |
| 1975年11月16日 | コヴェントリー       | イングランド   | コヴェントリー・シアター                                 |
| 1975年11月17日 | ブリストル           | イングランド   | コルストン・ホール                                       |
| 1975年11月18日 | ブリストル           | イングランド   | コルストン・ホール                                       |
| 1975年11月19日 | カーディフ           | ウェールズ     | キャピトル・シアター                                     |
| 1975年11月21日 | トーントン           | イングランド   | トーントン・オデオン                                     |
| 1975年11月23日 | ボーンマス           | イングランド   | ボーンマス・ウィンター・ガーデンズ                       |
| 1975年11月24日 | サウサンプトン       | イングランド   | ゴーモント・シアター                                     |
| 1975年11月26日 | マンチェスター       | イングランド   | フリー・トレード・ホール                                 |
| 1975年11月29日 | ロンドン             | イングランド   | ハマースミス・オデオン                                   |
| 1975年11月30日 | ロンドン             | イングランド   | ハマースミス・オデオン                                   |
| 1975年12月1日  | ロンドン             | イングランド   | ハマースミス・オデオン                                   |
| 1975年12月2日  | ロンドン             | イングランド   | ハマースミス・オデオン                                   |
| 1975年12月3日  | ロンドン             | イングランド   | ハマースミス・オデオン                                   |
| 1975年12月7日  | ウルヴァーハンプトン | イングランド   | ウルヴァーハンプトン市庁舎                               |
| 1975年12月8日  | プレストン           | イングランド   | プレストン・ギルド・ホール                               |
| 1975年12月9日  | バーミンガム         | イングランド   | バーミンガム・オデオン                                   |
| 1975年12月10日 | バーミンガム         | イングランド   | バーミンガム・オデオン                                   |
| 1975年12月11日 | ニューカッスル       | イングランド   | ニューカッスル市庁舎                                     |
| 1975年12月13日 | ダンディー           | スコットランド | ケアード・ホール                                         |
| 1975年12月14日 | アバディーン         | スコットランド | キャピトル・シアター                                     |
| 1975年12月15日 | グラスゴー           | スコットランド | アポロ                                                   |
| 1975年12月16日 | グラスゴー           | スコットランド | アポロ                                                   |
| 1975年12月24日 | ロンドン             | イングランド   | ハマースミス・オデオン                                   |
| 北米           |                      |                |                                                          |
| 1976年1月27日  | ウォーターベリー     | アメリカ合衆国 | パレス・シアター                                         |
| 1976年1月29日  | ボストン             | アメリカ合衆国 | ミュージック・ホール                                     |
| 1976年1月30日  | ボストン             | アメリカ合衆国 | ミュージック・ホール                                     |
| 1976年1月31日  | アッパー・ダービー   | アメリカ合衆国 | タワー・シアター                                         |
| 1976年2月1日   | アッパー・ダービー   | アメリカ合衆国 | タワー・シアター                                         |
| 1976年2月2日   | アッパー・ダービー   | アメリカ合衆国 | タワー・シアター                                         |
| 1976年2月5日   | ニューヨーク         | アメリカ合衆国 | ビーコン・シアター                                       |
| 1976年2月6日   | ニューヨーク         | アメリカ合衆国 | ビーコン・シアター                                       |
| 1976年2月7日   | ニューヨーク         | アメリカ合衆国 | ビーコン・シアター                                       |
| 1976年2月8日   | ニューヨーク         | アメリカ合衆国 | ビーコン・シアター                                       |
| 1976年2月11日  | デトロイト           | アメリカ合衆国 | デトロイト・フリーメイソン寺院                           |
| 1976年2月12日  | デトロイト           | アメリカ合衆国 | デトロイト・フリーメイソン寺院                           |
| 1976年2月13日  | シンシナティ         | アメリカ合衆国 | リバーフロント・コロシアム                               |
| 1976年2月14日  | クリーブランド       | アメリカ合衆国 | ミュージック・ホール                                     |
| 1976年2月15日  | トレド               | アメリカ合衆国 | トレド・スポーツ・アリーナ                               |
| 1976年2月18日  | サギノー             | アメリカ合衆国 | サギノー・シビック・センター                             |
| 1976年2月19日  | コロンバス           | アメリカ合衆国 | ベテランズ・メモリアル・オーディトリアム                 |
| 1976年2月20日  | ピッツバーグ         | アメリカ合衆国 | スタンレー・シアター                                     |
| 1976年2月22日  | シカゴ               | アメリカ合衆国 | オーディトリアム・シアター                               |
| 1976年2月23日  | シカゴ               | アメリカ合衆国 | オーディトリアム・シアター                               |
| 1976年2月24日  | シカゴ               | アメリカ合衆国 | オーディトリアム・シアター                               |
| 1976年2月26日  | セントルイス         | アメリカ合衆国 | コンベンション・ホール                                   |
| 1976年2月27日  | インディアナポリス   | アメリカ合衆国 | インディアナ・コンベンション・エクスポジション・センター |
| 1976年2月28日  | マディソン           | アメリカ合衆国 | デーン・カウンティ・メモリアル・コロシアム               |
| 1976年2月29日  | フォートワース       | アメリカ合衆国 | アレン郡戦没者追悼記念施設                               |
| 1976年3月2日   | ミルウォーキー       | アメリカ合衆国 | ミルウォーキー・オーディトリアム                         |
| 1976年3月3日   | セントポール         | アメリカ合衆国 | セントポール・オーディトリアム                           |
| 1976年3月7日   | バークレー           | アメリカ合衆国 | バークレー・カウンティ・シアター                         |
| 1976年3月9日   | サンタモニカ         | アメリカ合衆国 | サンタモニカ・シビック・オーディトリアム                 |
| 1976年3月10日  | サンタモニカ         | アメリカ合衆国 | サンタモニカ・シビック・オーディトリアム                 |
| 1976年3月11日  | サンタモニカ         | アメリカ合衆国 | サンタモニカ・シビック・オーディトリアム                 |
| 1976年3月12日  | サンディエゴ         | アメリカ合衆国 | サンディエゴ・スポーツ・アリーナ                         |
| アジア         |                      |                |                                                          |
| 1976年3月22日  | 東京                 | 日本           | 日本武道館                                               |
| 1976年3月23日  | 名古屋               | 日本           | 愛知県体育館                                             |
| 1976年3月24日  | 姫路                 | 日本           | 姫路市厚生会館                                           |
| 1976年3月26日  | 福岡                 | 日本           | 九電記念体育館                                           |
| 1976年3月29日  | 大阪                 | 日本           | 大阪厚生年金会館                                         |
| 1976年3月31日  | 東京                 | 日本           | 日本武道館                                               |
| 1976年4月1日   | 東京                 | 日本           | 日本武道館                                               |
| 1976年4月2日   | 仙台                 | 日本           | 宮城県スポーツセンター                                   |
| 1976年4月4日   | 東京                 | 日本           | 日本大学講堂                                             |
| オセアニア     |                      |                |                                                          |
| 1976年4月11日  | パース               | オーストラリア | パース・エンターテイメント・センター                     |
| 1975年4月14日  | アデレード           | オーストラリア | アポロ・スタジアム                                       |
| 1975年4月15日  | アデレード           | オーストラリア | アポロ・スタジアム                                       |
| 1976年4月17日  | シドニー             | オーストラリア | ホーダーン・パビリオン                                   |
| 1976年4月18日  | シドニー             | オーストラリア | ホーダーン・パビリオン                                   |
| 1976年4月19日  | メルボルン           | オーストラリア | メルボルン・フェスティバル・ホール                       |
| 1976年4月20日  | メルボルン           | オーストラリア | メルボルン・フェスティバル・ホール                       |
| 1976年4月23日  | ブリスベン           | オーストラリア | ブリスベン・フェスティバル・ホール                       |